# Gran Premio motociclistico di Spagna 2005
Il Gran Premio motociclistico di Spagna 2005 è stato il primo Gran Premio della stagione 2005 del motomondiale e ha visto vincere: la Yamaha di Valentino Rossi in MotoGP, Daniel Pedrosa nella classe 250 e Marco Simoncelli nella classe 125.

## MotoGP
La gara è stata segnata da un acceso duello tra il pilota italiano Rossi e quello spagnolo Gibernau con un sorpasso all'ultima curva del primo sul secondo che ha causato alcuni strascichi polemici sulla sua regolarità.

### Arrivati al traguardo
| Pos. | Nº | Pilota          | Squadra                  | Motocicletta       | Giri | Tempo     | Griglia | Punti |
| ---- | -- | --------------- | ------------------------ | ------------------ | ---- | --------- | ------- | ----- |
| 1    | 46 | Valentino Rossi | Gauloises Yamaha         | Yamaha YZR-M1      | 27   | 45:43.156 | 1       | 25    |
| 2    | 15 | Sete Gibernau   | Movistar Honda           | Honda RC211V       | 27   | +8.631    | 2       | 20    |
| 3    | 33 | Marco Melandri  | Movistar Honda           | Honda RC211V       | 27   | +18.460   | 3       | 16    |
| 4    | 4  | Alex Barros     | Camel Honda              | Honda RC211V       | 27   | +26.938   | 8       | 13    |
| 5    | 56 | Shin'ya Nakano  | Kawasaki Racing          | Kawasaki ZX-RR     | 27   | +27.659   | 5       | 11    |
| 6    | 12 | Troy Bayliss    | Camel Honda              | Honda RC211V       | 27   | +28.509   | 9       | 10    |
| 7    | 3  | Max Biaggi      | Repsol Honda             | Honda RC211V       | 27   | +30.618   | 16      | 9     |
| 8    | 6  | Makoto Tamada   | JiR Konica Minolta Honda | Honda RC211V       | 27   | +36.887   | 7       | 8     |
| 9    | 5  | Colin Edwards   | Gauloises Yamaha         | Yamaha YZR-M1      | 27   | +37.608   | 15      | 7     |
| 10   | 7  | Carlos Checa    | Ducati Marlboro          | Ducati Desmosedici | 27   | +39.678   | 12      | 6     |
| 11   | 66 | Alex Hofmann    | Kawasaki Racing          | Kawasaki ZX-RR     | 27   | +42.283   | 10      | 5     |
| 12   | 24 | Toni Elías      | Fortuna Yamaha           | Yamaha YZR-M1      | 27   | +55.457   | 13      | 4     |
| 13   | 65 | Loris Capirossi | Ducati Marlboro          | Ducati Desmosedici | 27   | +1:02.372 | 6       | 3     |
| 14   | 21 | John Hopkins    | Suzuki MotoGP            | Suzuki GSV-R       | 27   | +1:19.346 | 11      | 2     |
| 15   | 44 | Roberto Rolfo   | D’Antin MotoGP - Pramac  | Ducati Desmosedici | 27   | +1:33.607 | 18      | 1     |
| 16   | 77 | James Ellison   | Blata WCM                | Blata              | 26   | +1 giro   | 21      |       |
| 17   | 27 | Franco Battaini | Blata WCM                | Blata              | 26   | +1 giro   | 19      |       |
| 18   | 11 | Rubén Xaus      | Fortuna Yamaha           | Yamaha YZR-M1      | 24   | +3 giri   | 17      |       |

### Ritirati
| Nº | Pilota           | Squadra       | Motocicletta | Giri | Griglia |
| -- | ---------------- | ------------- | ------------ | ---- | ------- |
| 69 | Nicky Hayden     | Repsol Honda  | Honda RC211V | 20   | 4       |
| 10 | Kenny Roberts Jr | Suzuki MotoGP | Suzuki GSV-R | 11   | 14      |
| 67 | Shane Byrne      | Team Roberts  | Proton KR5   | 2    | 20      |

## Classe 250

### Arrivati al traguardo
| Pos. | Nº | Pilota            | Squadra                     | Motocicletta    | Giri | Tempo     | Griglia | Punti |
| ---- | -- | ----------------- | --------------------------- | --------------- | ---- | --------- | ------- | ----- |
| 1    | 1  | Daniel Pedrosa    | Telefonica Movistar Honda   | Honda RS 250 R  | 26   | 45:36.679 | 1       | 25    |
| 2    | 19 | Sebastián Porto   | Aprilia Aspar               | Aprilia RSV 250 | 26   | +2.136    | 2       | 20    |
| 3    | 5  | Alex De Angelis   | MS Aprilia Italia Corse     | Aprilia RSV 250 | 26   | +29.682   | 5       | 16    |
| 4    | 34 | Andrea Dovizioso  | Team Scot                   | Honda RS 250 R  | 26   | +36.539   | 10      | 13    |
| 5    | 80 | Héctor Barberá    | Fortuna Honda               | Honda RS 250 R  | 26   | +37.499   | 7       | 11    |
| 6    | 48 | Jorge Lorenzo     | Fortuna Honda               | Honda RS 250 R  | 26   | +37.728   | 9       | 10    |
| 7    | 15 | Roberto Locatelli | Carrera Sunglasses - LCR    | Aprilia RSV 250 | 26   | +45.038   | 8       | 9     |
| 8    | 6  | Alex Debón        | Wurth Honda BQR             | Honda RS 250 R  | 26   | +56.339   | 14      | 8     |
| 9    | 24 | Simone Corsi      | MS Aprilia Italia Corse     | Aprilia RSV 250 | 26   | +1:02.844 | 12      | 7     |
| 10   | 32 | Mirko Giansanti   | Matteoni Racing             | Aprilia RSV 250 | 26   | +1:10.708 | 21      | 6     |
| 11   | 57 | Chaz Davies       | Aprilia Germany             | Aprilia RSV 250 | 26   | +1:20.790 | 19      | 5     |
| 12   | 64 | Radomil Rous      | Wurth Honda BQR             | Honda RS 250 R  | 26   | +1:20.950 | 20      | 4     |
| 13   | 25 | Alex Baldolini    | Campetella Racing           | Aprilia RSV 250 | 25   | +1 giro   | 18      | 3     |
| 14   | 8  | Andrea Ballerini  | Abruzzo Racing              | Aprilia RSV 250 | 25   | +1 giro   | 23      | 2     |
| 15   | 38 | Grégory Leblanc   | Equipe GP de France - Scrab | Aprilia RSV 250 | 25   | +1 giro   | 25      | 1     |
| 16   | 12 | Gábor Rizmayer    | UGT Kurz                    | Yamaha YZR 250  | 25   | +1 giro   | 27      |       |

### Ritirati
| Nº | Pilota           | Squadra                     | Motocicletta    | Giri | Griglia |
| -- | ---------------- | --------------------------- | --------------- | ---- | ------- |
| 96 | Jakub Smrž       | Arie Molenaar Racing        | Honda RS 250 R  | 25   | 15      |
| 41 | Álvaro Molina    | Andalucia Mas Racing        | Aprilia RSV 250 | 25   | 17      |
| 9  | Hugo Marchand    | Campetella Racing           | Aprilia RSV 250 | 19   | 26      |
| 17 | Steve Jenkner    | Nocable.it Race             | Aprilia RSV 250 | 14   | 13      |
| 27 | Casey Stoner     | Carrera Sunglasses - LCR    | Aprilia RSV 250 | 13   | 3       |
| 7  | Randy de Puniet  | Aprilia Aspar               | Aprilia RSV 250 | 11   | 4       |
| 55 | Yūki Takahashi   | Team Scot                   | Honda RS 250 R  | 10   | 11      |
| 73 | Hiroshi Aoyama   | Telefonica Movistar Honda   | Honda RS 250 R  | 8    | 6       |
| 21 | Arnaud Vincent   | Scuderia Fantic Motor GP    | Fantic R250     | 8    | 28      |
| 28 | Dirk Heidolf     | Kiefer-Bos-Castrol Honda    | Honda RS 250 R  | 5    | 22      |
| 50 | Sylvain Guintoli | Equipe GP de France - Scrab | Aprilia RSV 250 | 2    | 16      |
| 36 | Martín Cárdenas  | Aprilia Germany             | Aprilia RSV 250 | 1    | 24      |

### Non qualificati
| Nº | Pilota              | Squadra                  | Motocicletta    |
| -- | ------------------- | ------------------------ | --------------- |
| 42 | Yves Polzer         | Mas Racing               | Aprilia RSV 250 |
| 16 | Franz Aschenbrenner | UGT Kurz                 | Yamaha YZR 250  |
| 20 | Gabriele Ferro      | Scuderia Fantic Motor GP | Fantic R250     |

## Classe 125

### Arrivati al traguardo
| Pos. | Nº | Pilota            | Squadra                       | Motocicletta | Giri | Tempo     | Griglia | Punti |
| ---- | -- | ----------------- | ----------------------------- | ------------ | ---- | --------- | ------- | ----- |
| 1    | 58 | Marco Simoncelli  | Nocable.it Race               | Aprilia      | 23   | 42:27.960 | 1       | 25    |
| 2    | 36 | Mika Kallio       | Red Bull KTM                  | KTM          | 23   | +1.418    | 5       | 20    |
| 3    | 32 | Fabrizio Lai      | Kopron Racing World           | Honda        | 23   | +1.510    | 4       | 16    |
| 4    | 75 | Mattia Pasini     | Totti Top Sport - NGS         | Aprilia      | 23   | +8.282    | 2       | 13    |
| 5    | 14 | Gábor Talmácsi    | Red Bull KTM                  | KTM          | 23   | +8.930    | 6       | 11    |
| 6    | 54 | Manuel Poggiali   | Metis Racing                  | Gilera       | 23   | +13.651   | 11      | 10    |
| 7    | 55 | Héctor Faubel     | Master Aspar                  | Aprilia      | 23   | +14.590   | 7       | 9     |
| 8    | 6  | Joan Olivé        | Nocable.it Race               | Aprilia      | 23   | +17.164   | 24      | 8     |
| 9    | 60 | Julián Simón      | Red Bull KTM                  | KTM          | 23   | +17.262   | 14      | 7     |
| 10   | 43 | Manuel Hernández  | Totti Top Sport - NGS         | Aprilia      | 23   | +31.147   | 15      | 6     |
| 11   | 63 | Mike Di Meglio    | Kopron Racing World           | Honda        | 23   | +34.737   | 16      | 5     |
| 12   | 22 | Pablo Nieto       | Caja Madrid - Derbi Racing    | Derbi        | 23   | +34.801   | 13      | 4     |
| 13   | 28 | Jordi Carchano    | MVA Aspar                     | Aprilia      | 23   | +37.146   | 17      | 3     |
| 14   | 41 | Aleix Espargaró   | Seedorf RC3 - Tiempo Holidays | Honda        | 23   | +49.591   | 22      | 2     |
| 15   | 18 | Nicolás Terol     | Caja Madrid - Derbi Racing    | Derbi        | 23   | +51.629   | 26      | 1     |
| 16   | 45 | Imre Tóth         | Road Racing Team Hungary      | Aprilia      | 23   | +54.608   | 19      |       |
| 17   | 86 | Mateo Túnez       | Aspar Team                    | Aprilia      | 23   | +54.747   | 32      |       |
| 18   | 10 | Federico Sandi    | Angaia Racing                 | Honda        | 23   | +54.960   | 25      |       |
| 19   | 84 | Julián Miralles   | MVA Aspar                     | Aprilia      | 23   | +55.527   | 30      |       |
| 20   | 11 | Sandro Cortese    | Kiefer-Bos-Castrol Honda      | Honda        | 23   | +1:10.864 | 21      |       |
| 21   | 29 | Andrea Iannone    | Abruzzo Racing                | Aprilia      | 23   | +1:22.697 | 29      |       |
| 22   | 44 | Karel Abraham     | Semprucci Cardion Blauer      | Aprilia      | 23   | +1:26.526 | 36      |       |
| 23   | 16 | Raymond Schouten  | Arie Molenaar Racing          | Honda        | 23   | +1:38.103 | 35      |       |
| 24   | 31 | Sasha Hommel      | Malaguti Reparto Corse        | Malaguti     | 23   | +1:47.461 | 37      |       |
| 25   | 26 | Vincent Braillard | Road Racing Team Hungary      | Aprilia      | 22   | +1 giro   | 27      |       |

### Ritirati
| Nº | Pilota             | Squadra                       | Motocicletta | Giri | Griglia |
| -- | ------------------ | ----------------------------- | ------------ | ---- | ------- |
| 71 | Tomoyoshi Koyama   | Ajo Motorsport                | Honda        | 21   | 10      |
| 7  | Alexis Masbou      | Ajo Motorsport                | Honda        | 20   | 28      |
| 49 | Daniel Sáez        | Totti Top Sprort - NGS        | Aprilia      | 19   | 38      |
| 25 | Dario Giuseppetti  | Semprucci Cardion Blauer      | Aprilia      | 16   | 31      |
| 12 | Thomas Lüthi       | Elit Grand Prix               | Honda        | 15   | 3       |
| 9  | Toshihisa Kuzuhara | Angaia Racing                 | Honda        | 15   | 23      |
| 33 | Sergio Gadea       | Master Aspar                  | Aprilia      | 10   | 18      |
| 52 | Lukáš Pešek        | Metis Racing                  | Derbi        | 9    | 12      |
| 47 | Ángel Rodríguez    | LG Mobile Galicia             | Honda        | 6    | 33      |
| 35 | Raffaele De Rosa   | Matteoni Racing               | Aprilia      | 3    | 8       |
| 15 | Michele Pirro      | Malaguti Reparto Corse        | Malaguti     | 0    | 34      |
| 19 | Álvaro Bautista    | Seedorf RC3 - Tiempo Holidays | Honda        | 0    | 20      |
| 48 | David Bonache      | LG Mobile Galicia             | Honda        | 0    | 39      |
| 8  | Lorenzo Zanetti    | Skilled I.S.P.A. Racing       | Aprilia      | 0    | 9       |

### Non qualificato
| Nº | Pilota          | Squadra          | Motocicletta |
| -- | --------------- | ---------------- | ------------ |
| 87 | Patrik Vostárek | Omv Team Hanusch | Honda        |